# Junko Ishida
Junko Ishida (石田 順子 Ishida Junko?), är en japansk tidigare fotbollsspelare.
Junko Ishida debuterade för japans landslag den 7 juni 1981 i en 0–1-förlust mot Taiwan. Hon spelade 3 landskamper för det japanska landslaget. Hon deltog bland annat i Asiatiska mästerskapet i fotboll för damer 1981.